# Baarhuis (Doorn)
Het baarhuis op de algemene begraafplaats in de Nederlandse plaats Doorn is een rijksmonument.

## Beschrijving
Het 19e-eeuws baarhuis heeft een rechthoekige plattegrond,  onder een zinken zadeldak, met een pinakelvormige dakruiter. Het bestaat uit een bouwlaag en toont invloeden uit de neogotiek. De achtergevel is bepleisterd, de voor- en zijgevels zijn opgetrokken in baksteen op een bepleisterde plint. Op de hoeken zijn bepleisterde lisenen aangebracht, waarop een obelisk van natuursteen is geplaatst. In de achter- en zijgevels zijn vensters geplaatst.
De voorgevel is gebouwd als klokgevel, bekroond met een natuurstenen bol. De paneeldeur wordt geflankeerd door pilasters, uitlopend in pinakels. In een nis boven de deur is een reliëf aangebracht van een doodshoofd met twee gekruiste beenderen.
Het gebouwtje werd in 1998 in het Rijksmonumentenregister opgenomen vanwege de "architectuurhistorische waarde als gaaf voorbeeld van een bouwtype alsmede van cultuurhistorische waarde als voorbeeld en onderdeel van de funeraire cultuur van de negentiende eeuw."